# Greenfield (Oklahoma)
Greenfield es un pueblo ubicado en el condado de Blaine en el estado estadounidense de Oklahoma. En el año 2010 tenía una población de 93 habitantes y una densidad poblacional de 310 personas por km².

## Geografía
Greenfield se encuentra ubicado en las coordenadas 35°43′43″N 98°22′39″O / 35.728746, -98.377448.

## Demografía
Según la Oficina del Censo en 2000 los ingresos medios por hogar en la localidad eran de $20,694 y los ingresos medios por familia eran $21,607. Los hombres tenían unos ingresos medios de $26,250 frente a los $20,000 para las mujeres. La renta per cápita para la localidad era de $13,097. Alrededor del 17.6% de la población estaban por debajo del umbral de pobreza.